# Lillsjön (Grundsunda socken, Ångermanland, 701671-166048)
Lillsjön är en sjö i Örnsköldsviks kommun i Ångermanland och ingår i Gideälven-Idbyåns kustområde.